# Bebe (canción de Inna y Vinka)
«Bebe» es una canción de la cantante rumana Inna y la intérprete ugandesa Vinka, estrenada en formato digital a través de Global Records el 4 de noviembre de 2019. Ambas artistas escribieron el sencillo junto con Theea Miculescu, mientras que Sebastian Barac y Marcel Botezan se encargaron de la producción. «Bebe» es una pista en idioma inglés, francés, suajili y luganda, descrita como pop con influencias de dancehall y afrobeat. La canción ha recibido reseñas variadas por parte de los críticos de música; si bien elogiaron su ritmo pegadizo, criticaron su sonido «poco interesante».
El video oficial de «Bebe» se estrenó en el canal oficial de la cantante en YouTube simultáneamente con el lanzamiento del sencillo. Filmado por Bogdan Păun en el Metro de Bucarest, el videoclip presenta a Inna y Vinka en un vagón de tren adornado con grafiti y en los pasillos del metro. Ambas lucen varios atuendos de Gucci; detalle que fue aclamado por los críticos. Desde el punto de vista comercial, «Bebe» obtuvo éxito en Rumania; alcanzó el puesto número uno en la lista Airplay 100.

## Antecedentes y composición
«Bebe» fue escrita por Inna, Vinka y Theea Miculescu, mientras que Sebastian Barac y Marcel Botezan se encargaron de la producción. Se estrenó en formato digital el 4 de noviembre de 2019 a través de Global Records. Es una canción en idioma inglés, francés, suajili y luganda, compuesta durante una sesión espontánea en el estudio de grabación lo que condujo a la creación de su temática, línea melódica y estribillo. La crítica especializada la describió como una canción de pop «melancólica», con influencias de afrobeat y dancehall.

## Recepción
Un editor de la Radio Francia Internacional comentó que la canción era «terriblemente efectiva», mientras que Jonathan Currinn, del sitio web CelebMix, elogió las voces de las cantantes, así como el ritmo pegadizo y la temática multilingüe de la pista. Un crítico de Aficia describió a «Bebe» como «relativamente banal [...] El sonido es simple. Casi aburrido», y afirmó que únicamente su título era «interesante». Camille Storm, de OkayAfrica, incluyó la canción es su lista de «las 20 mejores canciones de África Oriental en 2019». Desde el punto de vista comercial, «Bebe» obtuvo éxito en Rumania; en un comienzo alcanzó el número tres en la lista Airplay 100 el 23 de febrero de 2020 y permaneció en dicha posición durante tres semanas. El 15 de marzo, «Bebe» encabezó el ranking y se convirtió en el cuarto sencillo número uno de Inna en su país natal.

## Video musical

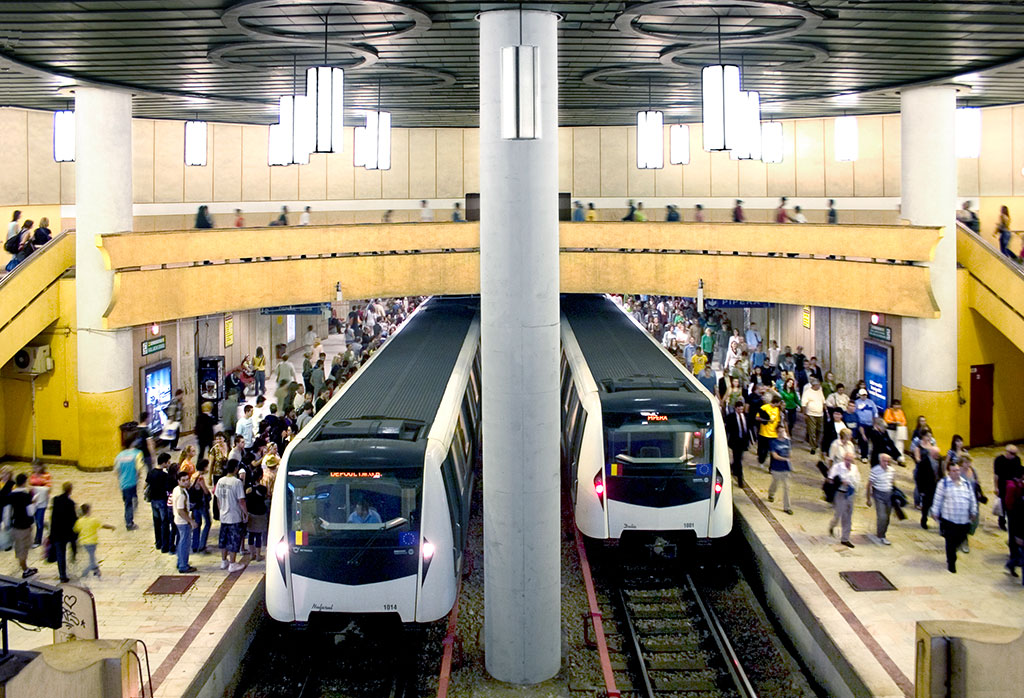
El video musical se filmó en el Metro de Bucarest (en la imagen).

El video oficial de «Bebe» se estrenó en el canal oficial de Inna en YouTube el 4 de noviembre de 2019. Bogdan Păun dirigió el videoclip, mientras que Alexandru Mureșan se desempeñó como el director de fotografía. RDstyling estuvo a cargo de la vestimenta, mientras que Andra Manea y Anca Buldur se encargaron del maquillaje; Adonis Enache y Ana Lăzărescu manejaron los estilos de peinado. En una escena se incorporó el emplazamiento de productos de Coca-Cola Zero.
Filmado en el Metro de Bucarest, el video empieza con un tren subterráneo en un área restringida ingresando en un túnel. A medida que se muestra la decoración con grafiti dentro del vagón, Inna y Vinka se presentan acompañadas por varios modelos. Las cantantes visten ropa de Gucci en el video; Inna luce una capucha de nylon con un brasier negro y pantalones sueltos, mientras que Vinka aparece con una chaqueta roja de manga larga, pantalones cortos negros, combinados con joyas llamativas y gafas de sol. Hacia el final del videoclip, se muestran tomas en blanco y negro de las artistas, mientras caminan por los pasillos del metro. Tras su lanzamiento, el video musical fue aclamado por los críticos. Currinn, de CelebMix, lo llamó «uno de sus videos más inolvidables hasta la fecha» y elogió su energía, mientras que Alex Stănescu, de InfoMusic, aplaudió la vestimenta de Inna y la describió como si «Cleopatra se uniera con la Caperucita Roja». Elizabeth Musyimi, de The Star, afirmó que Inna y Vinka expresan «sus personalidades fuertes a través de sus atuendos».

## Personal
Adaptado de YouTube.
- Elena Alexandra Apostoleanu (Inna) – voz principal, compositora, música
- Veronica Luggya (Vinka) – voz principal, compositora, música
- Sebastian Barac – productor, música
- Marcel Botezan – productor, música
- Theea Miculescu – compositora

## Formatos
| Descarga digital |        |          |  |
| N.º              | Título | Duración |  |
| 1.               | «Bebe» | 2:53     |  |

## Posicionamiento en listas
| Rumania | Airplay 100           | 1 |
| Rumania | Romania Radio Airplay | 4 |
| Rumania | Romania TV Airplay    | 3 |

## Historial de lanzamiento
| País  | Fecha                  | Formato(s)       | Discográfica | Ref   |
| ----- | ---------------------- | ---------------- | ------------ | ----- |
| Mundo | 4 de noviembre de 2019 | Descarga digital | Global       | [ 2 ] |